# Djuptjärnen (Ovanåkers socken, Hälsingland, vid Öjung)
Djuptjärnen är en sjö i Ovanåkers kommun i Hälsingland och ingår i Ljusnans huvudavrinningsområde. Sjöns area är 0,012 kvadratkilometer och den är belägen 352 meter över havet.